# Platinum collection
Platinum collection је назив албума са највећим хитовима Ане Николић, издат за Сити рекордс који се појавио у децембру 2008. године. На албуму се налазе и две нове песме: Екстаза и Шизофренија.